# Buyant, Bayan-Ölgii
Buyant (tiếng Mông Cổ: Толбо) là một sum của tỉnh Bayan-Ölgii tại miền tây Mông Cổ. Vào năm 2014, dân số của sum là 2.952 người. Dân cư chủ yếu là người Kazakh.

## Địa lý
Trung tâm sum nằm cách tỉnh lị Ölgii 110 km và cách thủ đô Ulaanbaatar 1.700 km. Sum bị chi phối bởi các ngọn núi của dãy Altai. Sông Sagsai chảy qua địa bàn.
Động vật có sói, đại bàng, thỏ rừng và các loài vật khác.
Có quặng sắt và vật liệu xây dựng.

### Khí hậu
Khu vực có khí hậu sa mạc lạnh. Nhiệt độ trung bình hàng năm trong khu vực là 2 °C. Tháng ấm nhất là tháng 7, khi nhiệt độ trung bình là 20 °C và lạnh nhất là tháng 1, với -18 °C. Lượng mưa trung bình hàng năm là 339 mm. Tháng mưa nhiều nhất là tháng 6, với lượng mưa trung bình 81 mm và khô nhất là tháng 2, với lượng mưa 3 mm.

## Kinh tế
Sum có một trường học, một bệnh viện, một trung tâm văn hóa và thương mại.